# Dialetto nizzardo
Il nizzardo (nome nativo: niçard o nissart; in francese: niçois) è il dialetto storicamente parlato nella città di Nizza e nel Paese nizzardo, oggi compreso nel dipartimento francese delle Alpi Marittime.
L'affiliazione del nizzardo è dibattuta: esso è generalmente considerato un dialetto del provenzale, esso stesso un dialetto occitano, mentre alcuni studiosi sostengono che il dialetto storico parlato a Nizza fosse più strettamente correlato alla lingua ligure.

## Caratteristiche
Il dialetto nizzardo è legato all'occitano, di cui viene talvolta indicato come dialetto o variante locale. Per le sue particolarità fonetiche, il nizzardo non è oggi definibile come una variante del ligure, sebbene parlate liguri caratterizzino le vicine Monaco e Mentone, e, secondo alcuni studiosi, anticamente lo era.
Infatti molti studiosi, come il tedesco Werner Forner, il francese Jean-Philippe Dalbera e l'italiana Giulia Petracco Sicardi, concordano sul fatto che il dialetto nizzardo possiede delle caratteristiche fonetiche, lessicali e morfologiche che sono comuni alla lingua ligure. Lo studioso francese Bernard Cerquiglini indica nel suo libro Les Langues de France l'esistenza di una minoranza che parla la lingua ligure a Tenda, Roccabruna e Mentone.
Queste minoranze sono un retaggio della lingua ligure medioevale, il cui areale originario comprendeva anche Nizza e la sua regione. Pare che almeno fino all'XI secolo, quando iniziarono le pressioni angioine sul comune di Nizza, la parlata locale non differisse affatto dalle vicine parlate liguri del Ponente (soprattutto nella loro fase pregenovese), per poi trasformarsi con una pesante opera di provenzalizzazione proseguita fino al XIV secolo, e poi sostituita con la francesizzazione, dopo l'annessione alla Francia del 1860, per rompere maggiormente i legami storici, culturali e linguistici con l'Italia.

## Controversie

Le lingue della penisola italiana nel III secolo a.C.. In viola le lingue di origine non indoeuropea. La lingua ligure antica in N4.

Prima dell'annessione della contea di Nizza alla Francia nel 1860, tutti i testi storici e gli archivi della città sono stati scritti o in lingua ligure (romanza), o in italiano. L'antico ligure (da non confondere con il ligure romanzo, con il quale condivide solo parte dell'area geografica) era, d'altra parte, parlato tra i fiumi Varo e Magra, corrispondente agli antichi regni liguri dell'antichità, e questa lingua era probabilmente di origine non indoeuropea. Tuttavia, scomparve completamente con l'arrivo del latino durante l'unificazione romana della penisola italiana. Durante l'Italia romana, Nizza faceva parte delle Alpi Marittime,  per questo il suo vescovato (originariamente con sede nell'oggi quartiere orientale di Cimiez) fu storicamente suffraganeo di Embrun.
La geografia di Strabone, dal libro 2, capitolo 5, sezione 28: 
(Strabone, I secolo a.C..)
Quest'area corrisponde quindi all'attuale regione della Liguria così come all'ex contea di Nizza che potrebbe ora essere paragonata alle Alpi Marittime. In tal modo, Strabone dichiara chiaramente che questi due popoli sono distinti. Inoltre, questa zona popolata da Liguri corrisponderà anche all'antica regione storica della Liguria, vale a dire la Regio IX Liguria. Nell'antichità i Liguri sono quindi cantonati tra i fiumi Varo, Po e Magra. Che corrisponde molto da vicino alla Liguria contemporanea. Nei suoi scritti Strabone non fa menzione di Liguri o Celto-Liguri nel sud della Francia.
Da notare anche che Giuseppe Garibaldi, principale fautore dell'Unità d'Italia, era nizzardo, e voleva collegare Nizza alla Liguria e all'Italia. L'intera popolazione di Nizza prima degli anni '60 aveva cognomi italiani.
Dopo l'annessione francese di Nizza, furono organizzate furiose rivolte da parte della popolazione nizzarda che pretendeva l'attaccamento al nuovo Regno d'Italia. Il presidente francese Adolphe Thiers risponderà violentemente a queste rivolte inviando l'esercito contro la popolazione con arresti e deportazioni a Cayenne provocando la rabbia del governo italiano e un esodo di massa dei nizzardi. Ci sarà un gran numero di morti, parleremo dei Vespri di Nizza. Le lingue occitana, italiana e ligure saranno bandite in tutte le amministrazioni, scuole e giornali da sostituire con il francese.
Questa annessione provocherà l'indignazione di Giuseppe Garibaldi:
(Giuseppe Garibaldi, 1860.)
Ultimamente il consiglio regionale della Provenza ha abdicato al tentativo di vedere nel nizzardo un dialetto provenzale, riconoscendogli piena autonomia, nell'ambito delle parlate occitaniche.
Alcuni nizzardi, invece, non si riconoscono quali occitani, e notevoli sono, di fatto le differenze tra nizzardo e resto dell'occitano, anche per la forte influenza del ligure sul lessico di Nizza, tanto che la si potrebbe definire una lingua ponte tra i dialetti liguri e i dialetti occitani. Difficile è anche stabilire precisi confini, giacché il ligure, il piemontese occidentale e l'occitano (soprattutto nella sua variante alpina-occidentale) hanno oltre il 90% di affinità linguistica.

## Coniugazioni verbali

### Prima coniugazione
Verbo cantar (it. cantare).
| Indicativo | Indicativo | Indicativo                | Indicativo | Congiuntivo | Congiuntivo | Condizionale |
| Presente   | Imperfetto | Perfetto (Passato remoto) | Futuro     | Presente    | Imperfetto  | Condizionale |
| ---------- | ---------- | ------------------------- | ---------- | ----------- | ----------- | ------------ |
| canti      | cantavi    | cantèri                   | canterai   | canti       | cantèssi    | canterii     |
| cantes     | cantaves   | cantères                  | canteràs   | cantes      | cantèsses   | canteries    |
| canta      | cantava    | cantèt                    | canterà    | cante       | cantèsse    | canteria     |
| cantam     | cantavam   | canteriam                 | canterem   | cantem      | cantessiam  | canteriavam  |
| cantatz    | cantavatz  | canteriatz                | canteretz  | cantetz     | cantessiatz | canteriavatz |
| cantan     | cantavan   | cantèron                  | canteràn   | cantan      | cantèsson   | canterian    |

### Seconda coniugazione
Verbo vender (it. vendere).
| Indicativo | Indicativo | Indicativo                | Indicativo | Congiuntivo | Congiuntivo | Condizionale |
| Presente   | Imperfetto | Perfetto (Passato remoto) | Futuro     | Presente    | Imperfetto  | Condizionale |
| ---------- | ---------- | ------------------------- | ---------- | ----------- | ----------- | ------------ |
| vendi      | vendii     | vendèri                   | venderai   | vendi       | vendèssi    | venderii     |
| vendes     | vendies    | vendères                  | venderàs   | vendes      | vendèsses   | venderies    |
| vende      | vendia     | vendèt                    | venderà    | vende       | vendèsse    | venderia     |
| vendèm     | vendiavam  | venderiam                 | venderem   | vendem      | vendessiam  | venderiavam  |
| vendètz    | vendiavatz | venderiatz                | venderetz  | vendetz     | vendessiatz | venderiavatz |
| vendon     | vendian    | vendèron                  | venderàn   | vendon      | vendèsson   | venderian    |

Verbo conóisser (it. conoscere). 
| Indicativo | Indicativo    | Indicativo    | Indicativo   | Congiuntivo | Congiuntivo    | Condizionale    |
| Presente   | Imperfetto    | Perfetto      | Futuro       | Presente    | Imperfetto     | Condizionale    |
| ---------- | ------------- | ------------- | ------------ | ----------- | -------------- | --------------- |
| conoissi   | conoissii     | conoissèri    | conoisserai  | conoissi    | conoissèssi    | conoisserii     |
| conoisses  | conoissies    | conoissères   | conoisseràs  | conoisses   | conoissèsses   | conoisseries    |
| conoisse   | conoissia     | conoissèt     | conoisserà   | conoisse    | conoissèsse    | conoisseria     |
| conoissèm  | conoissiavam  | conoisseriam  | conoisserem  | conoissem   | conoissessiam  | conoisseriavam  |
| conoissètz | conoissiavatz | conoisseriatz | conoisseretz | conoissetz  | conoissessiatz | conoisseriavatz |
| conoisson  | conoissian    | conoissèron   | conoisseràn  | conoisson   | conoissèsson   | conoisserian    |

### Terza coniugazione
Verbo sentir (it. sentire).
| Indicativo | Indicativo | Indicativo                | Indicativo | Congiuntivo | Congiuntivo | Condizionale |
| Presente   | Imperfetto | Perfetto (Passato remoto) | Futuro     | Presente    | Imperfetto  | Condizionale |
| ---------- | ---------- | ------------------------- | ---------- | ----------- | ----------- | ------------ |
| senti      | sentii     | sentèri                   | senterai   | senti       | sentèssi    | senterii     |
| sentes     | senties    | sentères                  | senteràs   | sentes      | sentèsses   | senteries    |
| sente      | sentia     | sentèt                    | senterà    | sente       | sentèsse    | senteria     |
| sentèm     | sentiavam  | senteriam                 | senterem   | sentem      | sentessiam  | senteriavam  |
| sentètz    | sentiavatz | senteriatz                | senteretz  | sentetz     | sentessiatz | senteriavatz |
| senton     | sentian    | sentèron                  | senteràn   | senton      | sentèsson   | senterian    |

Verbo incoativo, come finir (it. finire).
| Indicativo | Indicativo   | Indicativo                | Indicativo  | Congiuntivo | Congiuntivo   | Condizionale   |
| Presente   | Imperfetto   | Perfetto (Passato remoto) | Futuro      | Presente    | Imperfetto    | Condizionale   |
| ---------- | ------------ | ------------------------- | ----------- | ----------- | ------------- | -------------- |
| finissi    | finissii     | finissèri                 | finisserai  | finissi     | finissèssi    | finisserii     |
| finisses   | finissies    | finissères                | finisseràs  | finisses    | finissèsses   | finisseries    |
| finisse    | finissia     | finissèt                  | finisserà   | finisse     | finissèsse    | finisseria     |
| finissèm   | finissiavam  | finisseriam               | finisserem  | finissem    | finissessiam  | finisseriavam  |
| finissètz  | finissiavatz | finisseriatz              | finisseretz | finissetz   | finissessiatz | finisseriavatz |
| finisson   | finissian    | finissèron                | finisseràn  | finisson    | finissèsson   | finisserian    |

## Esempi

### La parabola del Figliuol prodigo in Nizzardo
Un hòme avìa doi enfants.

E lo plus jòve d'ellos diguèt au paire: "Paire, donatz-mi la part dei bens que mi tocca!" e li divisèt li sieus sostanças.

E pau de jòrs après l'enfant mendre, mes ensem tot seu que li venìa, s'en anèt en un paìs ben luènh, e aquì dissipèt tot lo sieu en vivent de libertin.

E cora auguèt tot manjat, li siguèt una gran carestìa en aqueu paìs, e eu commencèt a sentir lo besòn.

E s'anèt mettre au servici d'un particulier d'aqueu paìs, lo qual lo mandèt en una sieu campanha per guardar de puòrcs.

E aurìa vogut s'emplir lo ventre de li gruchas que manjavan li puòrcs, e degun non nhien donava.

Ma, revengut en eu, diguèt: "Quantos servitors en la maion de mon paire an de pan en abondança, e ieu aisì muòri dau fam!

M'auserai e aureai da mon paire e li dirai: Paire, ai pecat contra lo ciel e contra de vos;

Non mèriti plus lo nom de vuòstre enfant: tractatz-mi coma un dei vuòstres servitors".

S'ausèt e s'en anèt da son paire: era encora luènh, cora son paire lo veguèt e n'auguèt compassion; li corrèt au rescuòntre, li sautèt al cuòl e lo bachièt.

E l'enfant li diguèt: "Paire, ai pecat contra lo ciel e contra de vos, non mèriti plus lo nom de vuòstre enfant".

Lo paire diguèt ai servitors: "Vito, sortetz lo plus bei abilhament, vestetz-lo, mettetz-li l'aneu au det e causatz-lo!

E menatz lo vedeu gras e tuatz-lo, mangen e faguen un gran past!

Perquè aquesto mieu enfant era muòrt e es tornat en vida; s'era perdut e s'es retrovat". E commenceron lo gran past.

L'enfant mage era à la campanha, e au retorn, en s'avesinant de maion, sentèt la mùsica e li danças.

E sonèt un dei servitors, qui demandèt seu qu'era tot acho.

E aquesto li diguèt: "Vuòstre fraire es vengut e vuòstre paire a tuat lo vedeu gras, perquè li es retornat à sauvament".br>
N'en siguèt endinhat e non volìa intrar. Per acho so paire, essent sortit fuòra, commencèt à lo pregar.

Ma eu, en respondent, diguèt à son paire: "Li a jà tantos an que ieu vos sièrvi e non ai jamai mancat ai vuòstre comand, e non m'avetz mai donat un cabrit per lo m'anar manjar embe i mieu amic.

Ma ahora qu'es vengut aquesto vuòstre enfant qu'a devorat li sieus sostanças embe de fremas de marrida vida, avetz tuat per eu lo vedeu gras".

Ma lo paire li diguèt: "Mon fieu, tu sies tojòrs emb ieu, e tot seu qu'ai t'apparten;

calià ben faire un gran past e si rallegrar perquè aquesto tieu fraire era muòrt e es tornat en vida; s'era perdut e s'es retrovat".

Giovenale Vegezzi-Ruscalla, La nazionalità di Nizza: ragionamento, 1860, pagg. 29-30

### Una novella del Boccaccio in Nizzardo
Dio donca que ai temps dau premier rei de Chipri, après la conquista facha de la Tèrra Santa da Gottifré de Bolhon, arrivèt que ona nòbla frema de Gasconha anèt en pelegrinatge au Sepulcre, dedont en retornant, arrivada que foguèt a Chipri, siguèt da quauques òmes scelerats villanament outragiada. E si lamentant d'acquò sença minga de consolacion, ella pensèt de s'en anar planher dau rei; ma li foghet dich per quaucun que aurìa perdut la fatiga, perquè éu era d'ona vita tant libertina e tant pau de buòn que, non pas de vendicar li ontas dei autres amb justìcia, ansi on nùmero infinti d'aquellis fachos en éu, amb ona viltat desonoranta, nen sopportava; talament que quossigue que auguesse quauque resentiment, l'esfogava en li faguent quauque onta o despièch vergonhós. Sentent acquò la frema, desperada per la vendetta, per si consolar on pau de la siéu pena, pensèt de voler puènhe la viltat d'aquéu rei; e anant si pluerant davant d'éu, diguèt: "Miéu sinhor, iéu non veni a la tiéu presença per vendetta qu'aspèri de l'injúria que m'es estada facha ma, per soddisfacion d'aquesta injúria, ti pregui que mi muòstres come tu sòffres aquellis que iéu senti quei ti son fachos, a fin que lis emparant da tu, iéu pòsqui amb pasiença soportar la miéva; la quala, Diéu sau, se lo podèissi faire, volontier tei donerei, perquè tu lis sabes tant ben portar!".

Lo rei, que fin allora era stat long e pigre, coma se si revilhèisse dau suòn, en commençant da l'injúria commessa vers aquella frema, la quala vendiquèt severament, devenguèt on persecutor saverissimo de cadun que faguesse, d'allora en avant, qauqua rem còntra l'onor de le siéu corona.

Giovanni Papanti, Parlari italiani in Certaldo, 1875, pagg. 624-625

## Gli appellativi del nizzardo
Nella loro lingua materna, gli abitanti di Nizza (Nissa/Niça) si designano con l'etnonimo niçard, niçarda (grafia classica) o nissart nissarda/niçart niçarda (grafia mistraliana). Quale che sia la grafia utilizzata, si pronuncia in tutti i casi [niˈsaʀt(e), niˈsaʀda].
Nella forma maschile [niˈsaʀt(e)], la [t] è il risultato di una desonorizzazione di una d in finale. L'aggiunta facoltativa di un suono [e] finale d'appoggio, dopo [t] finale, è una particolarità della fonetica nizzarda (ma questa [e] non ha un valore fonologico e non è indicata nell'ortografia, che sia classica o mistraliana).
Esistono innumerevoli alternative grafiche a causa delle difficoltà di adottare una norma linguistica stabile: con -ç- o -ss-, con -d o -t (vedi -te).
In francese, per qualificare gli abitanti di Nizza l'etnonimo abituale è niçois. Nissart, di utilizzo crescente in francese, e più di rado niçard, si usano per designare tutto ciò che riguarda le tradizioni e la gente che parla la lingua di Nizza e della Contea di Nizza, in una forma di rinascita di questa cultura.

## Norme, grafia e standardizzazione
Il nizzardo può utilizzare due norme, ciascuna suddivisa però internamente in sottonorme:
- la norma classica, che privilegia le tradizioni autoctone della lingua. È stata sviluppata da Robert Lafont (Phonétique et graphie du provençal, 1951; L'ortografia occitana, lo provençau, 1972), successivamente da Jean-Pierre Baquié (Empari lo niçard, 1984) ed è di competenza del Conselh de la Lenga Occitana. In questa norma il suono [u] è scritto o, come nella grafia tradizionale del lombardo occidentale o del piemontese. Nei dittonghi, è invece scritto u. Es.: nòu, 'nove'.
- la norma mistraliana, più vicina alle consuetudini del francese. L'utilizzo di quest'ultima è legato al contesto storico, ovvero all'annessione della Contea di Nizza alla Francia nel 1860. È stata regolata in principio dal Félibrige (ma esiste anche una Acadèmia Nissarda). Il suono [u] è scritto ou, come anche il suono [w]. Es.: bouon, 'buono'. Le autorità francesi hanno cercato di imporre questa norma, anche per ridurre la distanza dal francese, e poter definire il nizzardo un patois del provenzale, spegnendo così i sentimenti particolaristici, quando non apertamente indipendentisti e antifrancesi della popolazione della contea di Nizza.

Sono esistite norme grafiche "italianizzanti" in passato, durante l'appartenenza ultrasecolare di Nizza e della sua Contea al Ducato di Savoia prima ed al Regno di Sardegna poi, fino al 1860, ma vennero fatte abbandonare dopo la cessione alla Francia nel 1860.
Fu Giuseppe Rosalindo Rancher, grande autore classico nizzardo, a porre nel 1830 la questione della grafia nell'opera "La Nemaida", molto prima di Mistral, con una scelta considerata "italianizzante", poiché all'epoca Nizza apparteneva al Regno di Sardegna.
La prima completa grammatica della lingua nizzarda si deve a Giuseppe Miceu nel 1840, con la sua "Grammatica nissarda", un'eccellente opera che raffigura lo stato della lingua nizzarda precedentemente alla sua francesizzazione, avvenuta dopo l'annessione della città alla Francia.